# Limenitis primigenia
Limenitis primigenia är en fjärilsart som beskrevs av Ruggero Verity 1924. Limenitis primigenia ingår i släktet Limenitis och familjen praktfjärilar. Inga underarter finns listade i Catalogue of Life.